# رضوان گلیسخانوف
رضوان گلیسخانوف (روسی: Ризван Гелисханов؛ زادهٔ ۱۹۶۳) وزنه‌بردار اهل اتحاد جماهیر شوروی سوسیالیستی بود.
وی در مسابقات کشوری و بین‌المللی در مجموع برندهٔ ۲ مدال نقره، ۱ مدال برنز شده‌است.